# نات ليفين
نات ليفين (بالإنجليزية: Nat Levine)‏ هو منتج أفلام أمريكي، ولد في 26 يوليو 1899 في نيويورك في الولايات المتحدة، وتوفي في 6 أغسطس 1989 في وودلاند هيلز، كاليفورنيا في الولايات المتحدة.

## وصلات خارجية
- نات ليفين على موقع IMDb (الإنجليزية)
- نات ليفين على موقع قاعدة بيانات الفيلم (الإنجليزية)